# İstanbul Cuma Ligi
Die İstanbul Cuma Ligi (deutsch Freitagsliga Istanbul) war eine Stadtmeisterschaft, die zwischen 1915 und 1923 sechs Mal in Istanbul ausgetragen wurde. Aufgrund der Besetzung von Istanbul fand von 1918 bis 1920 die Freitagsliga nicht statt.

## Gründung
Die Planung der Cuma Ligi begann im Jahr 1912 unter der Führung der Vereine Anadoluspor, Darülfünun, Terbiye-i Bedeniye, Türk İdman Ocağı, Mümaresatı Bedeniye, Şehremini und Fenerbahçe Istanbul. Im gleichen Jahr begann der I. Balkankrieg, wodurch der Start der Stadtmeisterschaft sich in das Jahr 1915 verschob.

## Stadtmeister
| Saison  | Meister                                                                | Vizemeister                                                            |
| ------- | ---------------------------------------------------------------------- | ---------------------------------------------------------------------- |
| 1915/16 | Galatasaray Istanbul                                                   | Fenerbahçe Istanbul                                                    |
| 1916/17 | Altınordu İdman Yurdu                                                  | Anadolu                                                                |
| 1917/18 | Altınordu İdman Yurdu                                                  | Fenerbahçe Istanbul                                                    |
| 1918/19 | Aufgrund der Besetzung von Istanbul fand die Freitagsliga nicht statt. | Aufgrund der Besetzung von Istanbul fand die Freitagsliga nicht statt. |
| 1919/20 | Aufgrund der Besetzung von Istanbul fand die Freitagsliga nicht statt. | Aufgrund der Besetzung von Istanbul fand die Freitagsliga nicht statt. |
| 1920/21 | Fenerbahçe Istanbul                                                    | Galatasaray Istanbul                                                   |
| 1921/22 | Galatasaray Istanbul                                                   | Fenerbahçe Istanbul                                                    |
| 1922/23 | Fenerbahçe Istanbul                                                    | Altınordu İdman Yurdu                                                  |

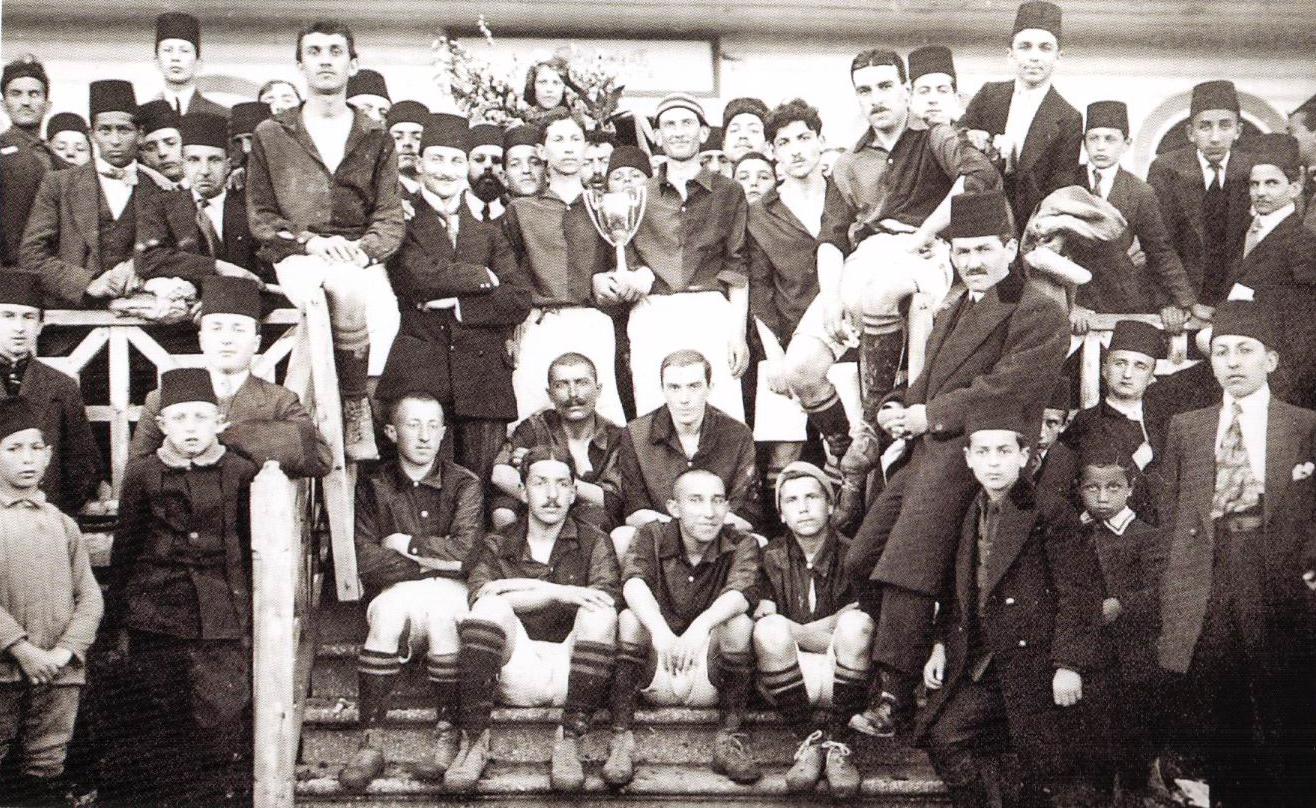
Galatasaray 1915/16
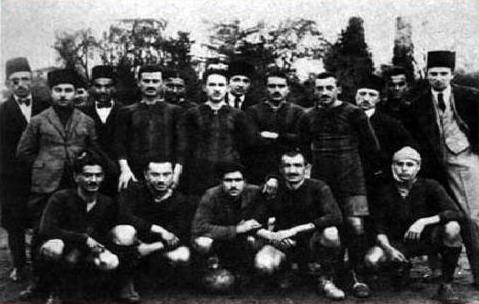
Altınordu İdman Yurdu 1916/17
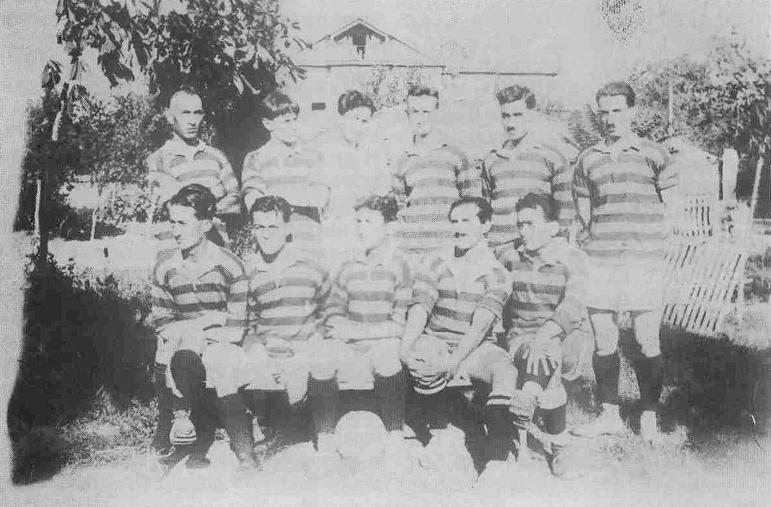
Fenerbahçe 1920/21
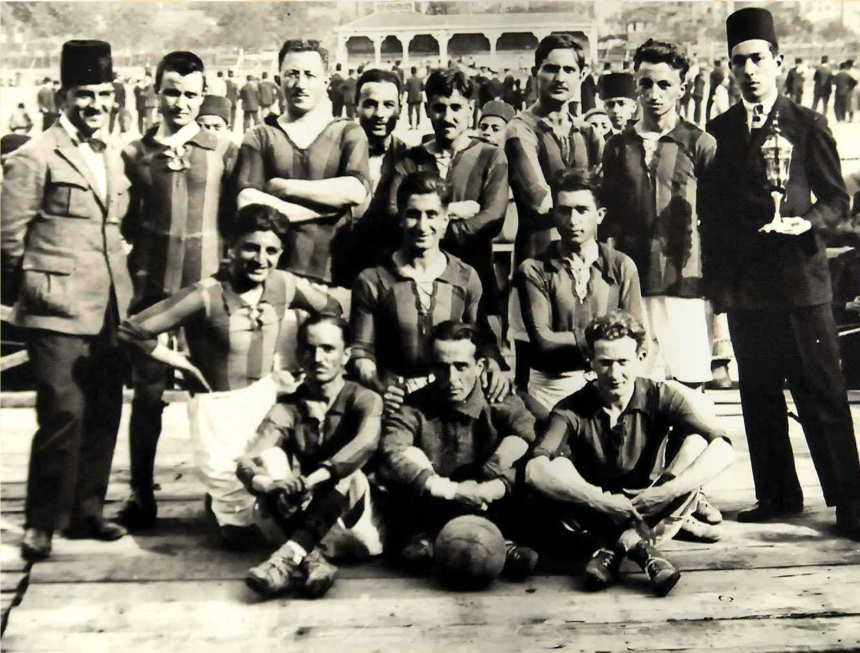
Galatasaray 1921/22
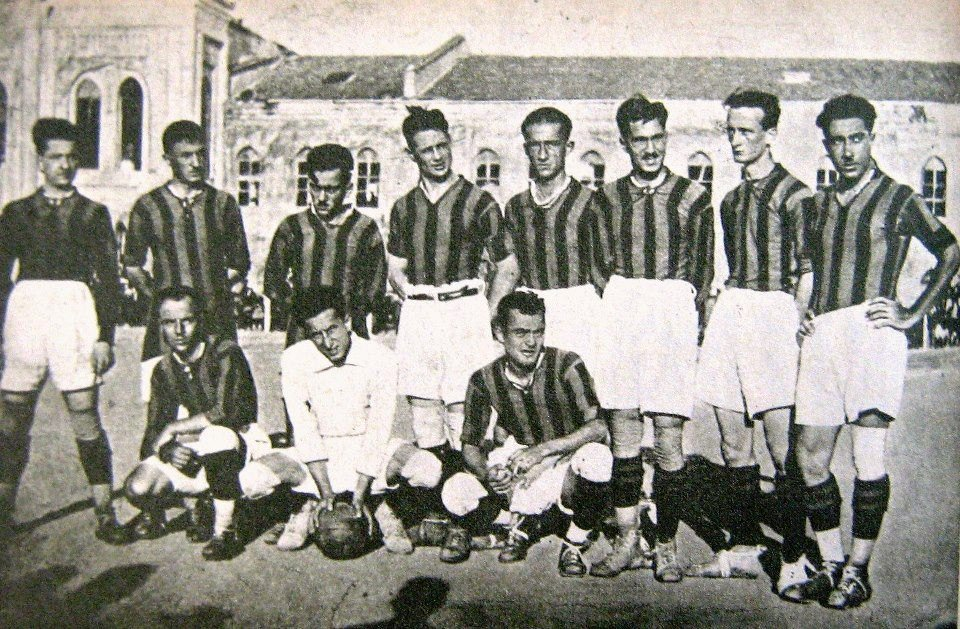
Fenerbahçe 1922/23